# Сант-Оресте
Сант-Оресте (італ. Sant'Oreste) — муніципалітет в Італії, у регіоні Лаціо,  метрополійне місто Рим-Столиця.
Сант-Оресте розташований на відстані близько 38 км на північ від Рима.
Населення — 3735 осіб (2014).
Щорічний фестиваль відбувається 12 жовтня. Покровитель — Sant'Edisto.

## Демографія
Населення за роками:

Станом на 1 січня 2023 року в муніципалітеті офіційно проживало 288 іноземців з 27 країн, серед них 234 громадяни країн Євросоюзу та 7 громадян України.

## Сусідні муніципалітети
- Чивіта-Кастеллана
- Чивітелла-Сан-Паоло
- Фалерія
- Наццано
- Понцано-Романо
- Риньяно-Фламініо
- Стімільяно